# Кулькина, Мария Ивановна
Мария Ивановна Кулькина (1919—1944) — советская лётчица, участница Великой Отечественной войны, младший лейтенант.

## Биография
Родилась в г. Вольске (ныне Саратовской области) 25 декабря 1919 года в семье Ивана Алексеевича и Антонины Ивановны Кулькиных. В семье было пятеро детей, Мария была третьим ребёнком.
В 1925 году пошла в 1-й класс начальной школы города Вольска, где ныне школа рабочей молодёжи. Окончив начальную школу, перешла учиться в Вольскую среднюю школу № 1. Была пионеркой, училась на хорошо и отлично, занималась спортом. Увлекалась она также и стрельбой. Одной из первых выполнила нормативы и получила значок «Ворошиловский стрелок».
До 9 класса Мария училась в городе Вольске. Здесь в 1934 году стала комсомолкой. В том же году семья Кулькиных, в связи с переменой места работы отца, переехала в город Темир Актюбинской области Казахской ССР.
По настоянию матери, в 1935 году, Мария успешно сдав вступительные экзамены, была принята на 1-й курс Саратовского медицинского института. Одновременно с посещением занятий в мединституте она стала посещать занятия в Саратовском аэроклубе. Затем, бросив институт, она заканчивает аэроклуб и получает направление в Батайское лётное училище.
В 1936 году Мария стала курсантом Батайской лётной школы Гражданской авиации имени Баранова. В 1937 году она вышла замуж за лётчика-инструктора этой авиашколы Сергея Псарева. По окончании авиашколы Марию и Сергея направляют в город Тбилиси в Грузинское отделение Гражданского Воздушного флота в качестве лётчиков.
С началом Великой Отечественной войны Сергей стал военным лётчиком. 28 февраля 1942 года он погиб в воздушном бою. Мария добивается отправки в действующую армию. 12 декабря 1942 года её призвали в ряды Красной Армии и 8 февраля 1943 года назначили пилотом 145-й отдельной эскадрильи связи Закавказского фронта.
Начиная с 26 мая 1943 года Мария Кулькина участвует в боях на Северо-Кавказском и Южном фронтах. С 26 мая по 25 сентября 1943 года она произвела 523 вылета с общим налётом 200 часов по обеспечению работоспособности частей дивизии. Делала по 12-15 вылетов в день. В сентябре 1943 года была награждена орденом Красной Звезды.
В декабре 1943 года был подписан приказ о переводе младшего лейтенанта М. И. Кулькиной в 267-й истребительный авиационный полк, к подполковнику И. И. Аритову. Кулькина летала в эскадрильи капитана Ю. Т. Антипова, позже они стали мужем и женой. С апреля 1944 года капитан Антипов постоянно летал в паре с Марией, которая надёжно прикрывала мужа.
Погибла 20 мая 1944 года в одном из воздушных боёв в Молдавии на шерпенском плацдарме. Самолёт упал на территории врага и разыскать самолёт отважной летчицы долго не могли. Самолёт был обнаружен в долине Тамашлык и поднят с глубины в двенадцать метров лишь много лет спустя, в 1972 году. Нашли «Як» Марии «красные следопыты» Дубоссарского района поисковой группы под руководством полковника Е. И. Красовского.
Прах Марии Ивановны Кулькиной захоронен на кургане Славы города Дубоссары, на том самом кургане, откуда 20 мая 1944 года генерал-полковник Чуйков руководил боем.

## Награды и звания
- Орден Красной Звезды (1943)

## Память
- Долина Тамашлык решением исполкома Дубоссарского районного Совета народных депутатов была переименована в Долину Марии.
- Именем Кулькиной названа школа № 1 (ныне-гимназия №1) в городе Дубоссары в 1972 году[3] и школа в городе Вольске, где училась Мария. Перед этой школой установлен бюст лётчицы.
- В школе № 20 посёлка Новое Осокорье (Энгельсский район Саратовской области) в 1979 году был открыт музей, посвящённый М. И. Кулькиной. Пионерская дружина школы стала носить имя Героини.[4]
- Одна из экспозиций в гимназии № 1 г. Дубоссары посвящена М. И. Кулькиной.
- Мемориальная доска в честь М. И. Кулькиной на здании гимназии № 1 в г. Дубоссары (2024)[5].